# Никитес
Никитес (на гръцки: Νικητές или Νικήται, Νικηταί, Никите, до 1928 година Γκαζιλέρ, Газилер) е планинско село в Гърция, дем Места (Нестос), административна област Източна Македония и Тракия. 

## География
Разположено е североизточно от Кавала, на надморска височина от 320 метра. Край селото има голяма мраморна кариера.

## История

### В Османската империя
В XIX век е село в Саръшабанска каза на Османската империя. На австро-унгарската военна карта е отбелязано като Газилар (Gazilar), също и на картата на Йоргос Кондоянис – Газилар (Γκασιλάρ). Съгласно статистиката на Васил Кънчов („Македония. Етнография и статистика“) към 1900 година Газилеръ е турско селище и в него живеят 150 турци.
Според гръцка статистика към 1911 година селото е изцяло мюсюлманско с 250 жители мюсюлмани.

### В Гърция
В 1913 година селото попада в Гърция след Междусъюзническата война. Според статистика от 1913 година има население от 276 души. През 20-те години на XX век турското му население се изселва по споразумението за обмен на население между Гърция и Турция след Лозанския мир и на негово място са заселени гърци бежанци, които в 1928 година са 46 семейства със 179 души, като селището е изцяло бежанско.
Българска статистика от 1941 година показва 250 жители.
Основното производство на селяните е тютюнът. Селото силно пострадва от Гражданската война (1946 - 1949). През 60-те години населението напуска селото. През 70-те години селото е обновено от няколко семейства.
| Година    | 1913 | 1920 | 1928 | 1940 | 1951 | 1961 | 1971 | 1981 | 1991 | 2001 | 2011 | 2021 |
| --------- | ---- | ---- | ---- | ---- | ---- | ---- | ---- | ---- | ---- | ---- | ---- | ---- |
| Население | 276  | 222  | 179  | 243  | 136  | 71   |      | 18   | 11   | 5    | 12   | 14   |

Според преброяването от 2001 година има 5 жители, а според преброяването от 2011 година има 12 жители.